# Kamieniołom Sowiarka
Kamieniołom Sowiarka – nieczynny kamieniołom na lewym brzegu Wisły w miejscowości Ściejowice w województwie małopolskim, w powiecie krakowskim, w gminie Liszki. Znajduje się na wzgórzu Sowiarka w mezoregionie geograficznym zwanym Obniżeniem Cholerzyńskim będącym częścią Bramy Krakowskiej.

## Opis kamieniołomu i jego zagrożeń
Kamieniołom Sowiarka znajduje się w południowym stoku wzgórza Sowiarka. Występuje w nim nieuławicowiony, lub bardzo słabo uławicowiony wapień skalisty bez krzemieni, pochodzący z jury późnej. Ponad nimi są pochodzące z późniejszej górnej kredy żółtawoszare nadkłady wapieni piaszczystych z małymi otoczakami kwarcu, kwarcytów i krzemionki. W wapieniach są skamieniałości, głównie gąbek, amonitów, ramienionogów i kolce jeżowców oraz zęby ryb.

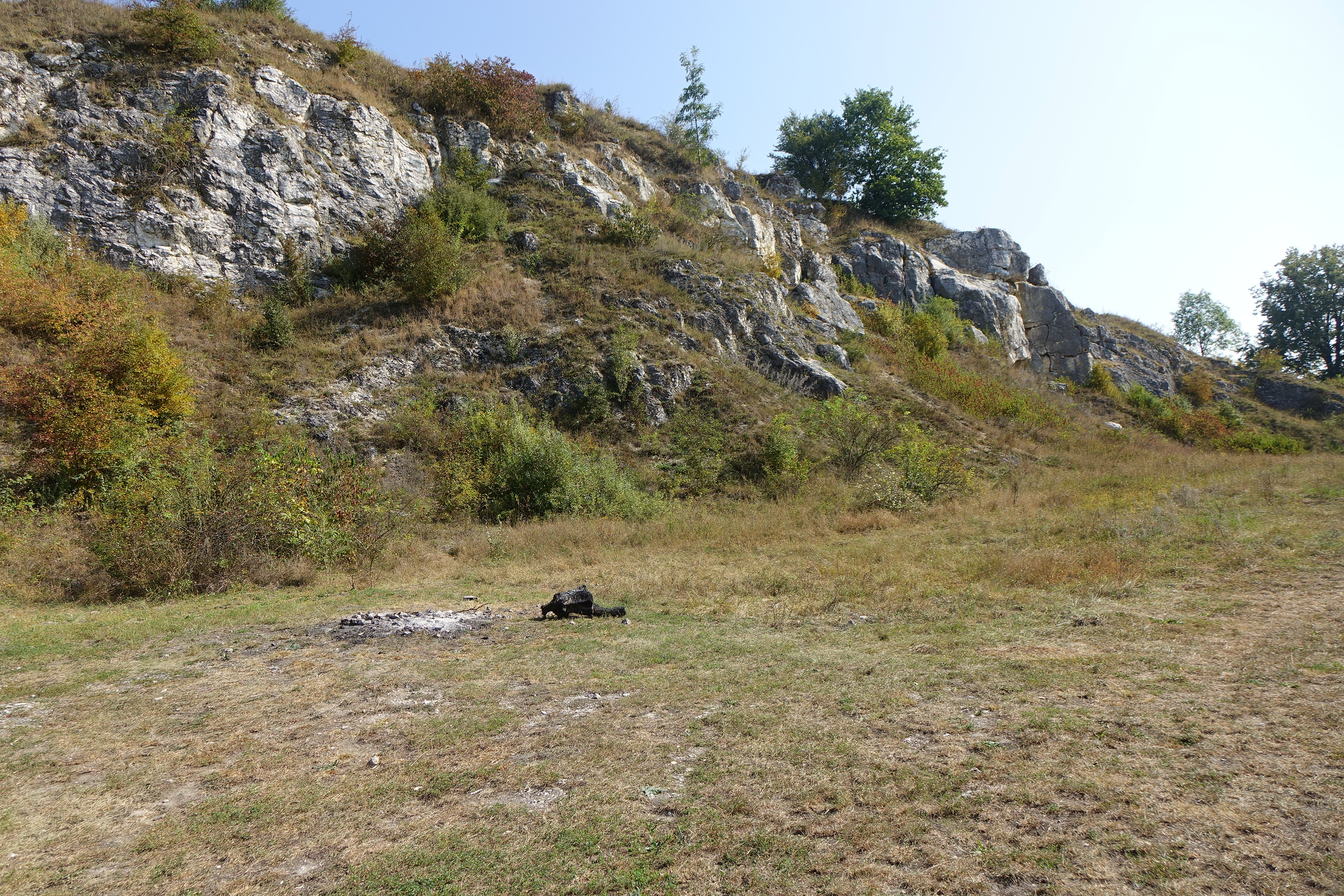
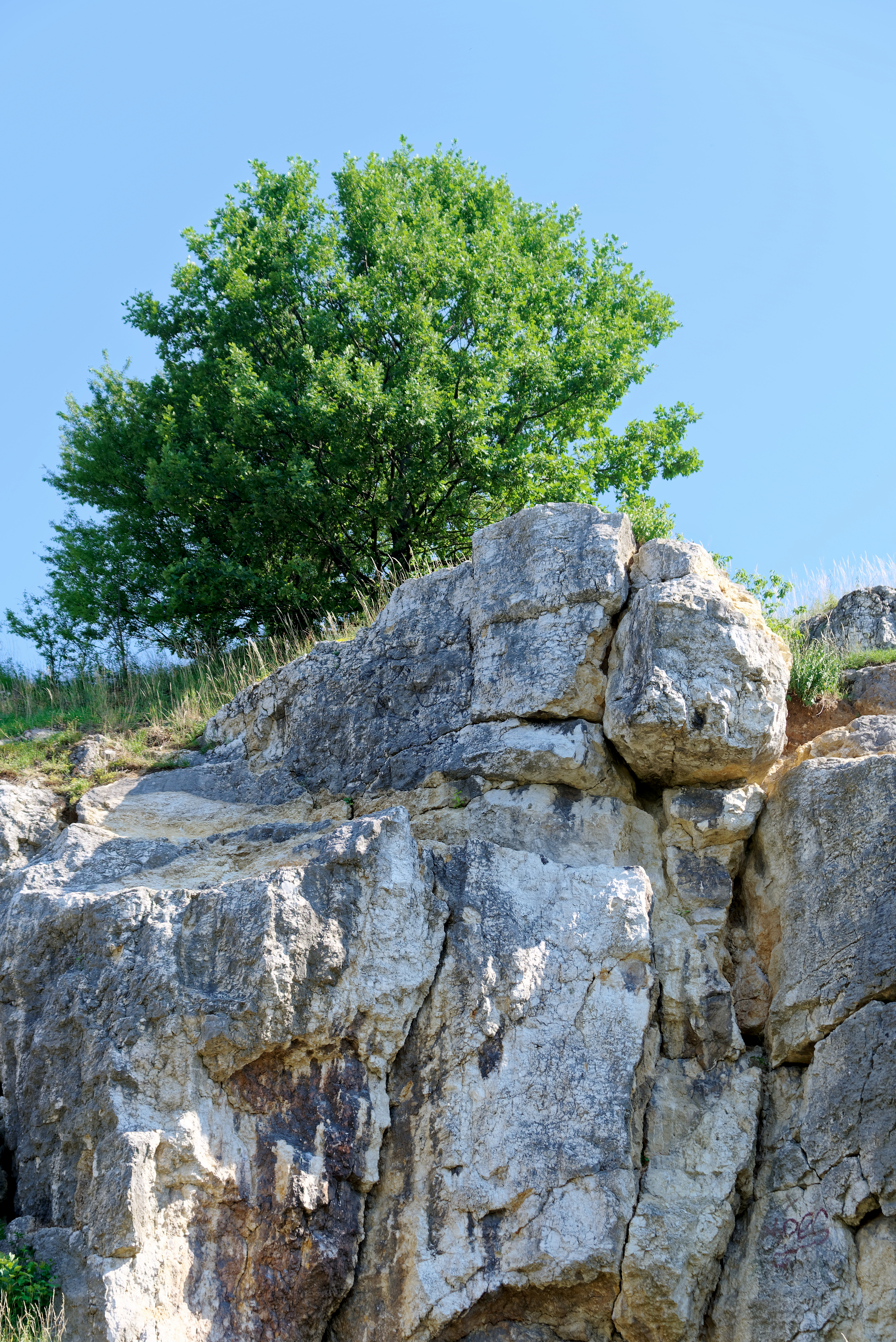
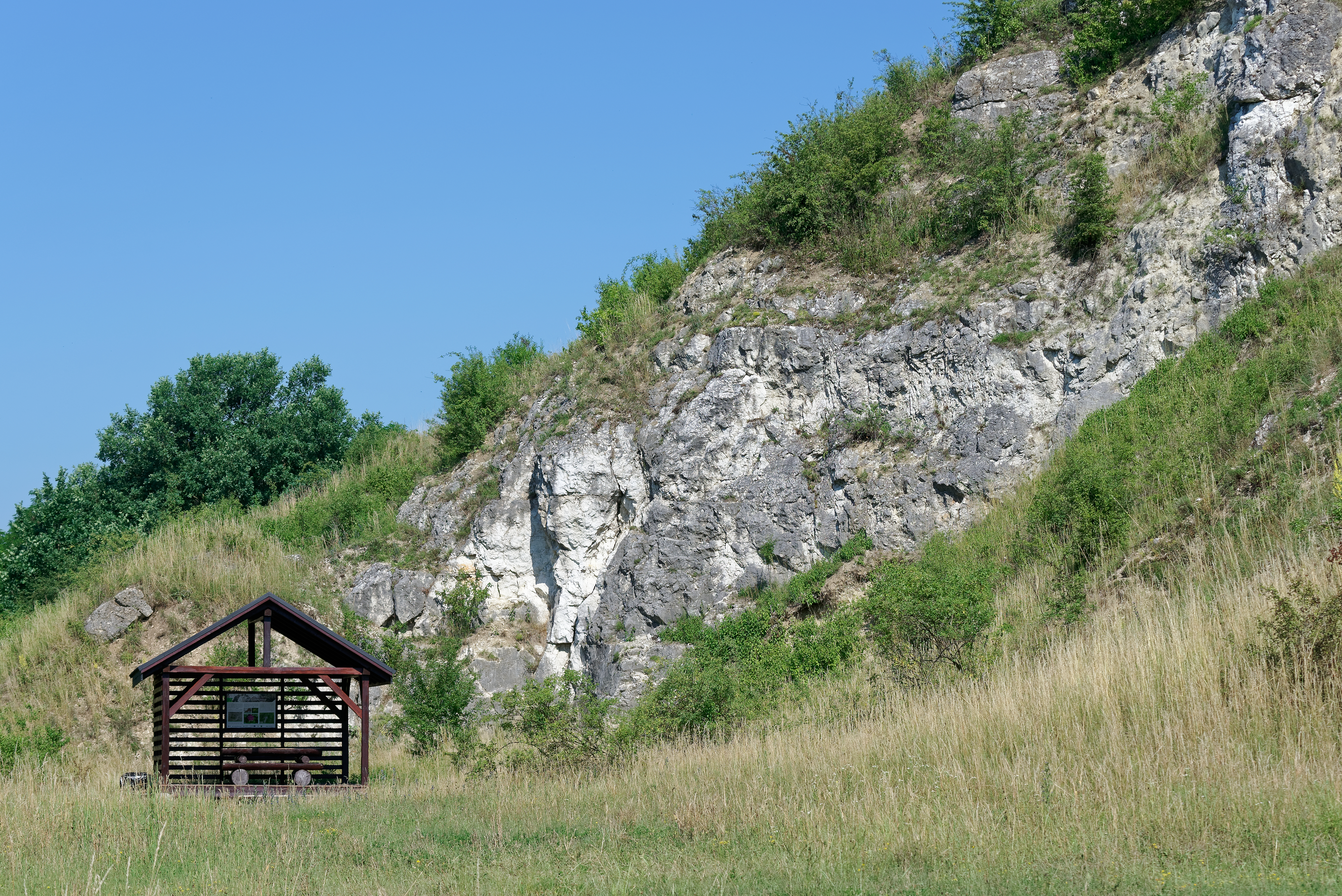
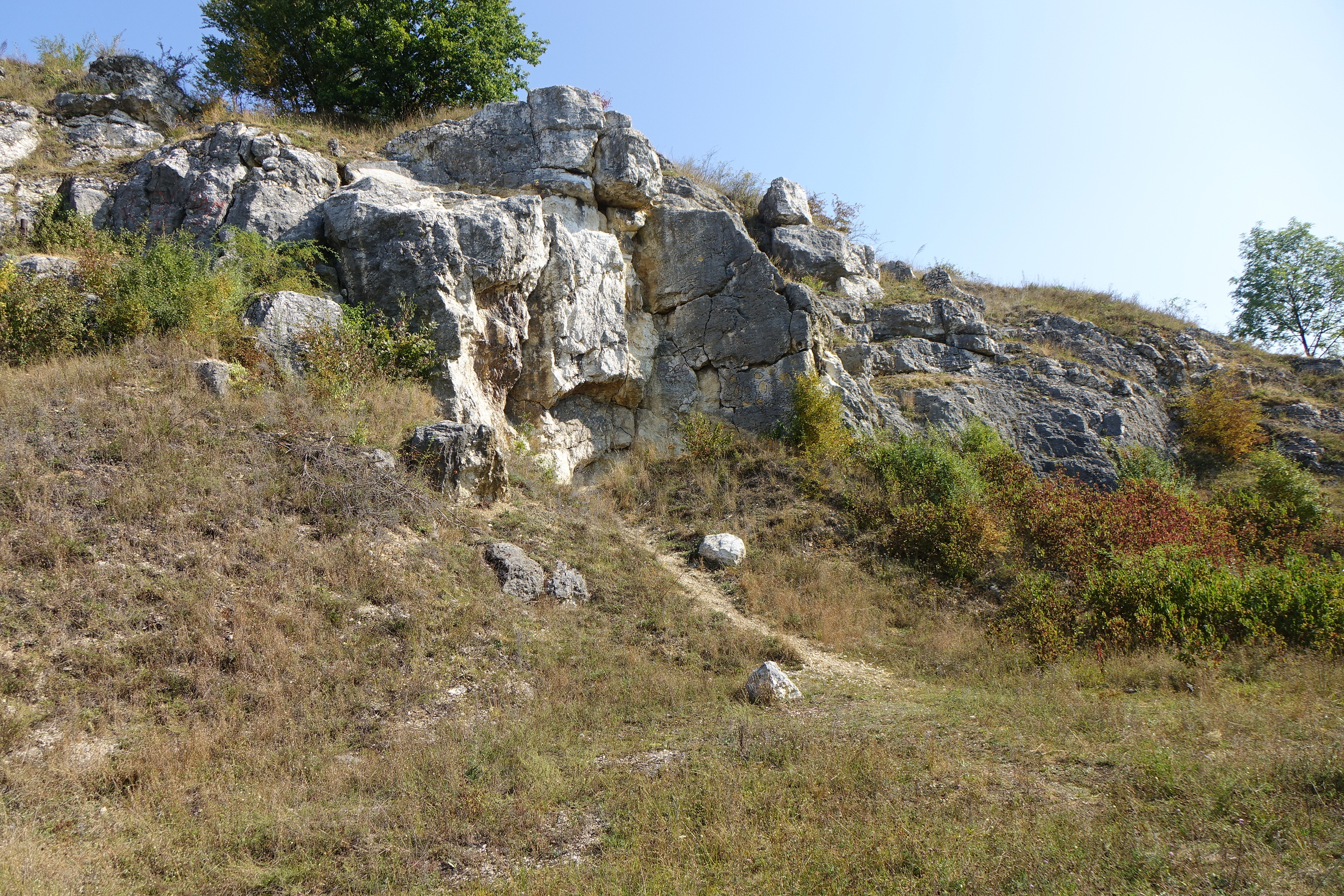
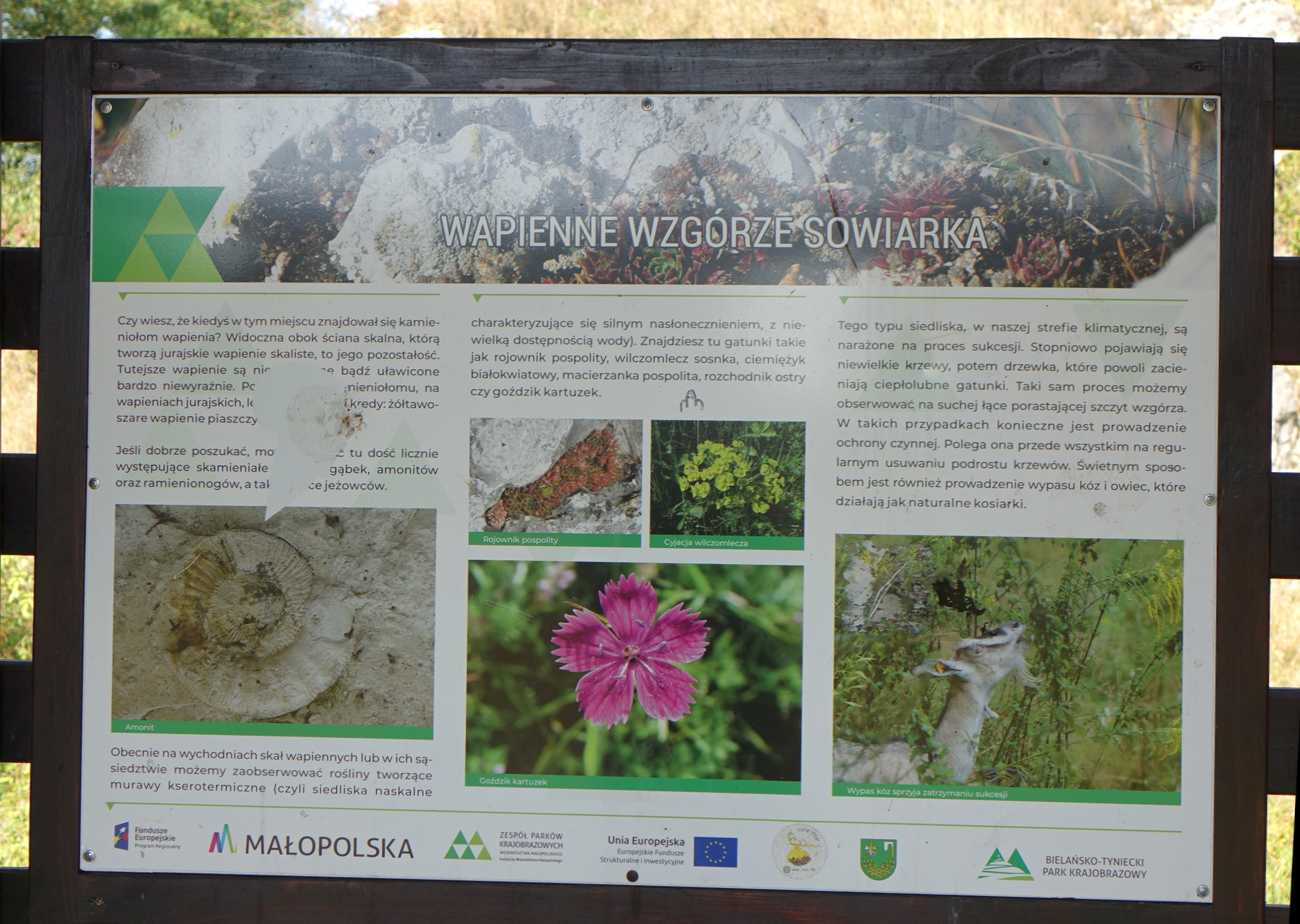
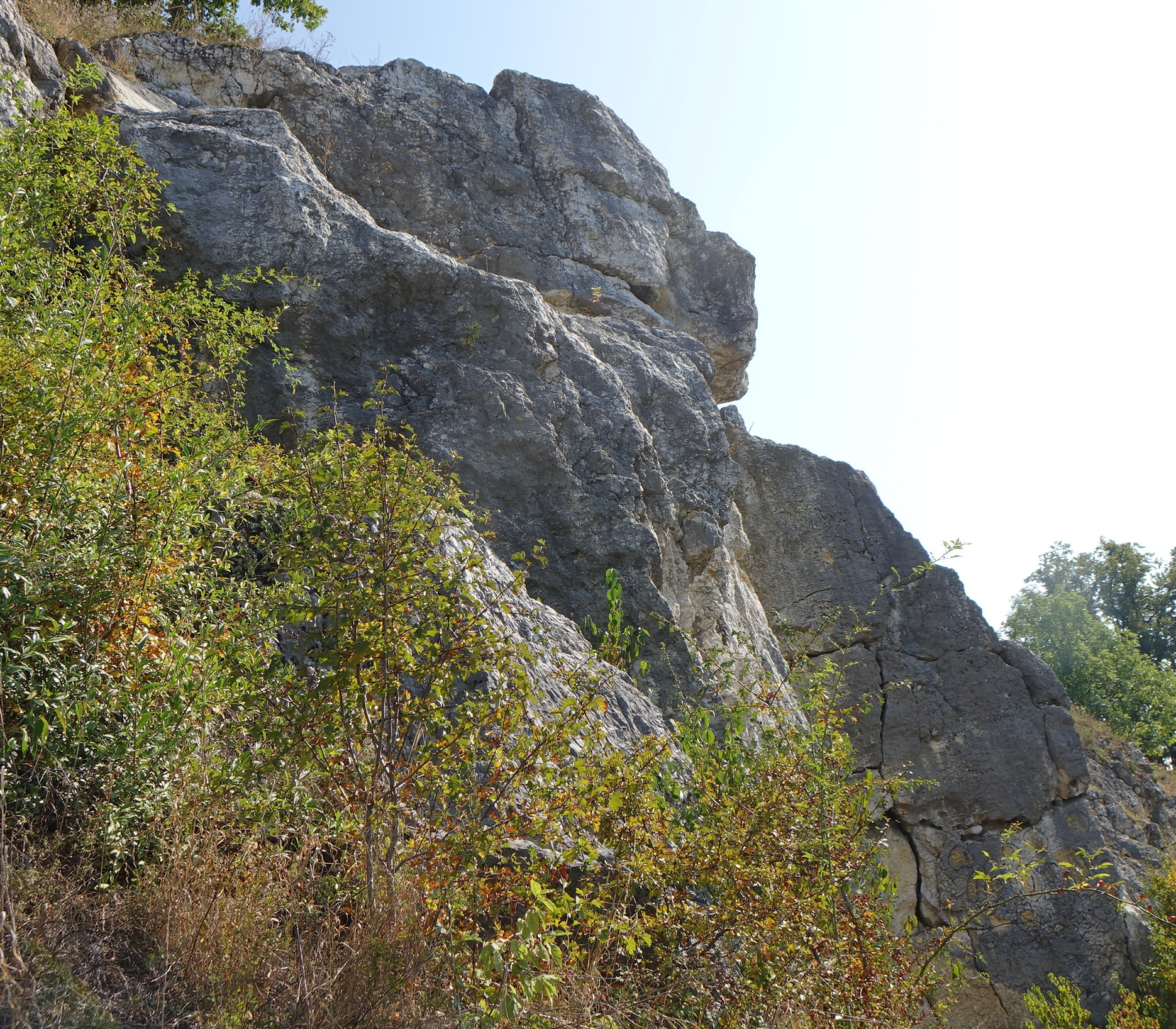
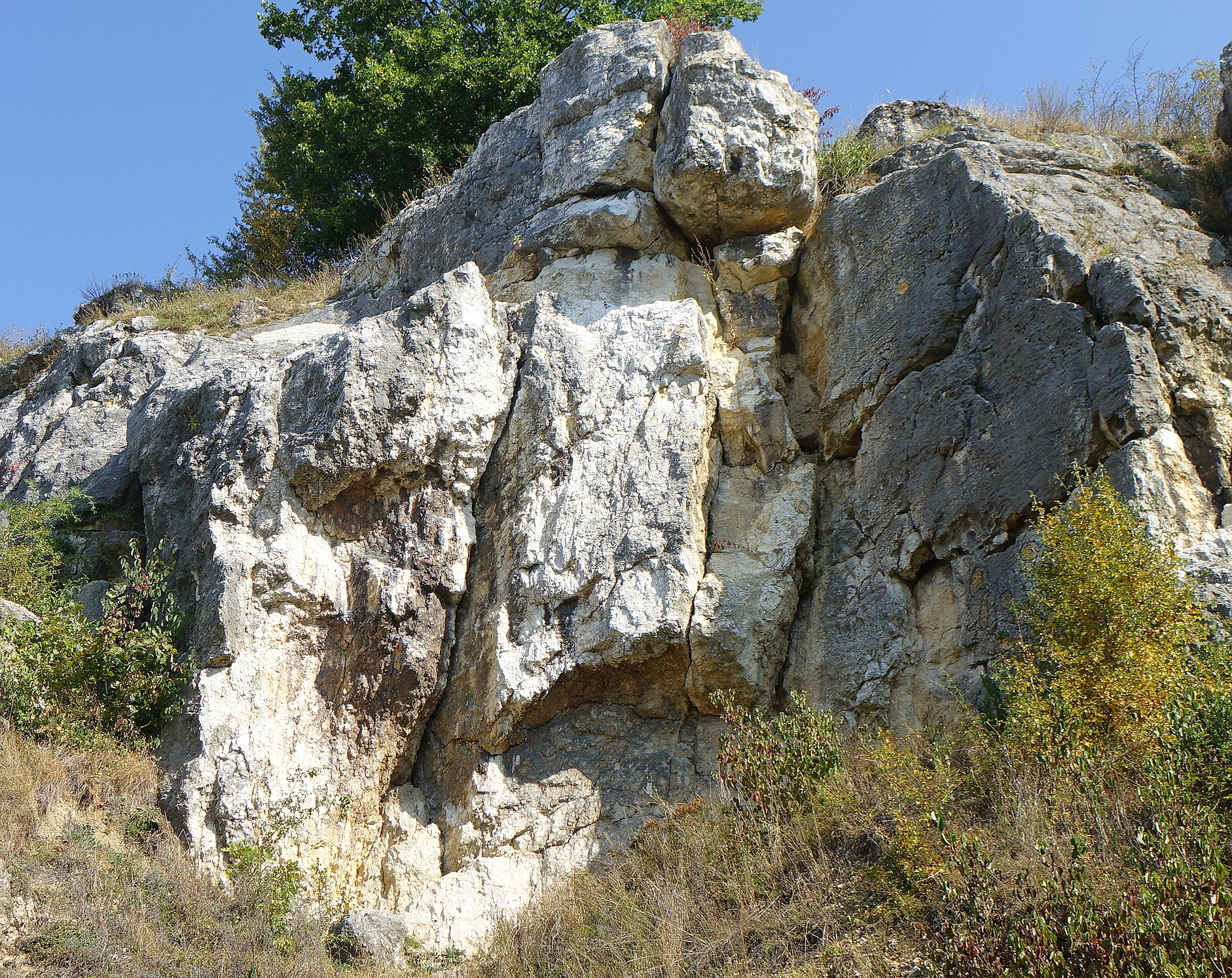
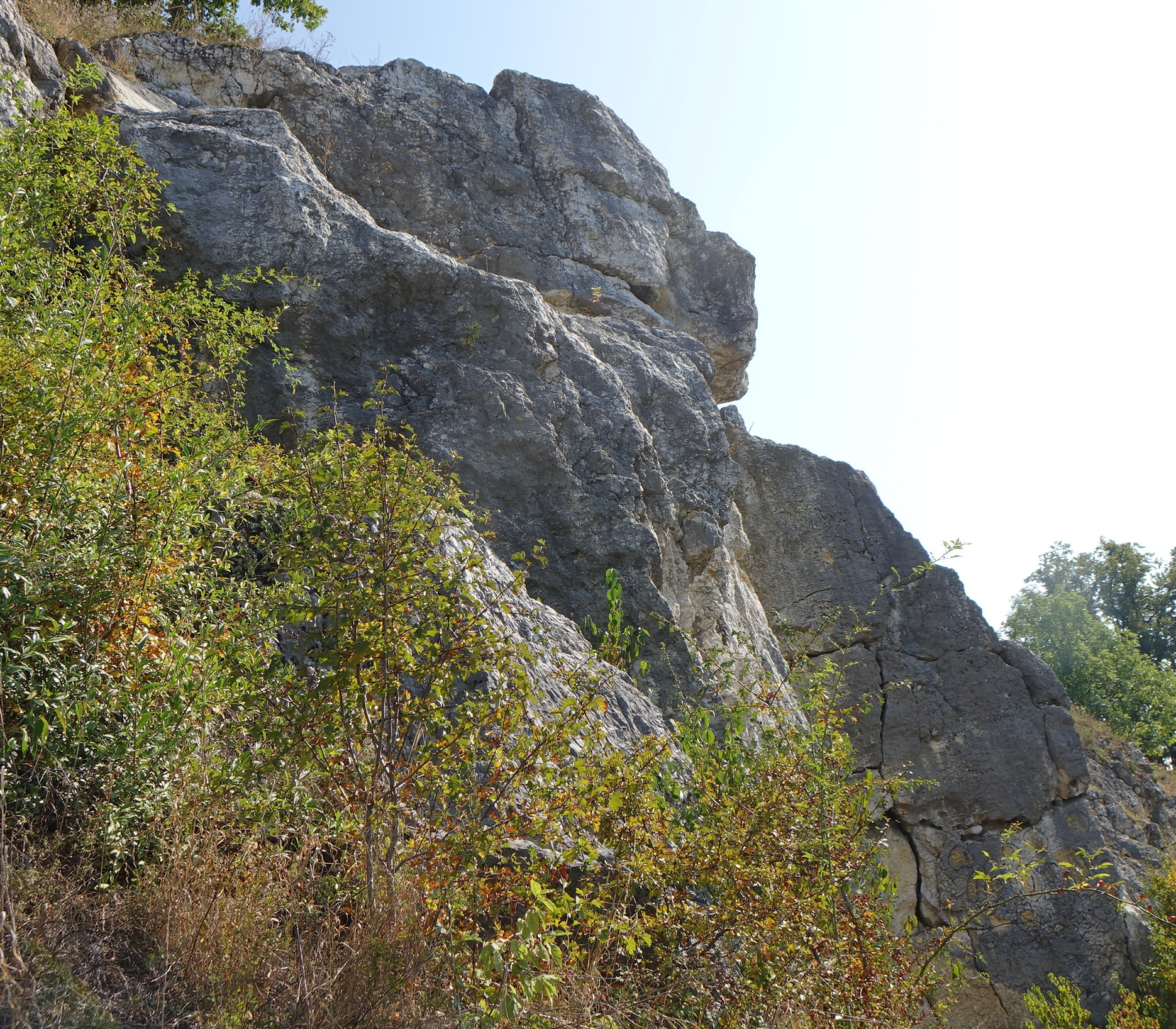

Ściany kamieniołomu mają wysokość do 30 m. Z czasem powstały w nich szczeliny, które w trzeciorzędzie wypełniły się materiałem ilastym lub ilasto-piaszczystym z dodatkiem drobnych wapieni.
Kamieniołom Sowiarka wskutek naturalnej sukcesji wtórnej ulega zarastaniu. Na jego skalnych wychodniach występują rośliny kserotermiczne z takimi roślinami jak rojownik pospolity, wilczomlecz sosnka, rozchodnik ostry, goździk kartuzek, ciemiężyk białokwiatowy, macierzanka pospolita. Tego typu zbiorowiska roślinne w naszej florze są rzadkie i z czasem ulegają zarastaniu przez drzewa i krzewy. Konieczna jest ich ochrona czynna: monitoring oraz okresowa wycinka drzew i krzewów.
Kamieniołom Sowiarka znajduje się na obszarze Bielańsko-Tynieckiego Parku Krajobrazowego. Jest dobrym punktem widokowym i miejscem rekreacji. Jest w nim zadaszona wiata turystyczna ze stołem i ławami. Oprócz zarastania zagraża mu także nadmierna penetracja i niszczenie odsłonięć geologicznych przez turystów i poszukiwaczy skał i minerałów. Konieczny jest montaż tablic informacyjno-edukacyjnych, barierek ochronnych oraz prace porządkowe i kontrole zachowania obiektu.

## Wspinaczka skalna
W latach 20. XXI wieku kamieniołom Sowiarka stał się miejscem wspinaczki skalnej. Na jednej ze skał kamieniołomu zamontowano punkty asekuracyjne (ringi i stanowiska zjazdowe) dla 12 dróg wspinaczkowych.